# لسلی (آرکانزاس)
لسلی (آرکانزاس) (به انگلیسی: Leslie, Arkansas) یک شهر در ایالات متحده آمریکا با جمعیت ۴۴۱ نفر است که در آرکانزاس واقع شده‌است.

## موقعیت جغرافیایی
موقعیت جغرافیایی شهرها و مناطق اطراف به شرح زیر است: